# کرنک، قنا
کرنک (به عربی: الكرنك)، روستایی از توابع شهرستان ابو تشت در استان قنا و کشور مصر است.

## جمعیت
براساس سرشماری سال ۲۰۰۶ مصر، جمعیت آن ۱۸۳۹۳ نفر(۹۲۰۸ مرد و ۹۱۸۵ زن) بوده‌است.